# AFC DWS
AFC DWS (Amsterdamsche Football Club Door Wilskracht Sterk) is een amateurvoetbalvereniging en een voormalige profclub uit Amsterdam.

## Algemeen
Op 11 oktober 1907 werd de club opgericht onder de naam Hercules. De naam werd op 22 maart 1909 veranderd in Door Wilskracht Sterk (DWS). De clubkleuren zijn blauw-zwart. De thuiswedstrijden worden op “Sportpark Spieringhorn” gespeeld.

## Standaardelftallen

### Zaterdag
Het standaardelftal in het zaterdagvoetbal speelt in het seizoen 2021/22 in de Vierde klasse zaterdag van het KNVB-district West-I.

#### Competitieresultaten 2016–2018
| 12 4B |

| 10 4B |

|  |

|  |

| - 4E |

| Vierde klasse |

### Zondag
Het standaardelftal in het zondagvoetbal speelt sinds het seizoen 2018/19 in de Tweede klasse van het KNVB-district West-I.
DWS werd voor de invoering van het betaald voetbal in 1954 verschillende malen kampioen in de Eerste klasse, het toenmalig hoogste niveau.
Na de scheiding van de amateur- en proftak werd het standaardelftal ingedeeld in de Derde klasse van het KNVB-district West-I. In 1978 werd het klassekampioenschap in 3C behaald en volgde promotie naar de Tweede klasse waar meteen ook het klassekampioenschap (van 2B) werd behaald en promotie naar de Eerste klasse. Hieruit degradeerde de club in het tweede seizoen. Het seizoen 1981/82 in de Tweede klasse werd met het klassekampioenschap (2B) en promotie afgesloten. De tweede degradatie uit de Eerste klasse kwam na acht seizoenen. Het vernieuwde verblijf in de Tweede klasse besloeg ook acht seizoenen, voordat andermaal promotie naar de Eerste klasse werd behaald. De derde periode in de Eerste klasse duurde negen seizoenen. Het negende seizoen werd afgesloten met het klassekampioenschap (1A) en promotie naar de Hoofdklasse, toenmalig het hoogste amateurniveau. Het verblijf in de Hoofdklasse duurde een seizoen (2007/08). Het seizoen 2008/09 in de Eerste klasse werd met een degradatie afgesloten en het seizoen 2009/10 in de Tweede klasse werd met de derde degradatie op rij afgesloten. Na twee seizoenen in de Derde klasse belandde DWS in 2012/13 in de Vierde klasse. DWS promoveerde in het seizoen 2015/16 via de nacompetitie naar de Derde klasse. In het seizoen 2016/17 slaagde DWS er in om direct weer te promoveren naar de Tweede klasse. In de finale van de nacompetitie versloeg DWS het Arnhemse Eldenia door thuis met 2-1 te winnen en uit met 3-1.

#### Erelijst
| Nationaal                     |    |                                                  |
| Nederlands landskampioenschap | 1× | 1963/64                                          |
| Eerste divisie                | 1× | 1962/63                                          |
| Eerste klasse                 | 6× | 1935, 1937/38, 1939, 1950/51, 1953/54, 2006/2007 |
| Tweede klasse                 | 4× | 1931, 1934, 1979, 1982                           |
| Districtsbeker West-I         | 1× | 1983                                             |

#### Competitieresultaten 1914–2020
N.B. van 1954/55-1971/72 betreffen het de resultaten in het betaaldvoetbal; 1958-1962 als DWS/A
| 6 3F |

| 2 |

| 10 3G |

|  |

| 6 3C |

| 6 3E |

| 8 3E |

| 6 3A |

| 2 3A |

| 1 3A |

| 6 2A |

| 5 2B |

| 10 2A |

| 5 3B |

| 1 3C |

| 1 3A |

| 6 2A |

| 1 2B |

| 2 2A |

| 2 2B |

| 1 2A |

| 1 |

| 3 |

| 2 |

| 1 |

| 1 |

| 3 |

| 3 |

| 3 |

| 5 |

| 4 |

|  |

| 4 |

| 3 |

| 9 |

| 5 |

| 9 |

| 1 1B |

| 2 1A |

| 6 1B |

| 1 1A |

| 10 B |

| 2 A |

| 15 A |

| 11 A |

| 15 |

| 10 |

| 8 |

| 16 |

| 1 |

| 1 |

| 2 |

| 4 |

| 8 |

| 9 |

| 9 |

| 15 |

| 12 |

| 14 |

| 12 3C |

| 3 3C |

| 3 3C |

| 2 3C |

| 2 3C |

| 1 3B |

| 1 2B |

| 9 1A |

| 12 1A |

| 1 2B |

| 4 1A |

| 6 1A |

| 7 1A |

| 3 1A |

| 4 1A |

| 6 1A |

| 4 1A |

| 11 1A |

| 8 2B |

| 8 2B |

| 3 2B |

| 6 2B |

| 7 2A |

| 5 2A |

| 7 2B |

| 3 2B |

| 6 1A |

| 5 1A |

| 7 1A |

| 5 1A |

| 2 1A |

| 8 1A |

| 2 1A |

| 4 1A |

| 1 1A |

| 13 A |

| 10 1A |

| 11 2A |

| 8 3C |

| 14 3C |

| 13 4D |

| 10 4E |

| 3 4E |

| 3 4E |

| 3 3C |

| 8 2A |

| 10 2B |

| -- 2B |

| - 2B |

| Eredivisie | Eerste divisie | Eerste Klasse (profniveau) | Hoofdklasse | Eerste klasse | Tweede klasse | Derde klasse | Vierde klasse | Noodcompetitie |

In elke staaf van de grafiek staat van boven naar beneden vermeld: 
- Eindnotering

Dit is de positie die de club heeft bereikt in de competitie, zonder eventuele beslissings-, play-off- of nacompetitiewedstrijden die nodig zijn geweest om bijvoorbeeld de kampioen van de competitie te bepalen.
Indien een * achter het getal staat is de notering een tussenstand en kan het zijn dat de notering niet overeenkomt met de uiteindelijke eindstand van de competitie.
Staat er een - dan is het seizoen nog bezig en is er geen definitieve uitslag bekend.
Staat er xx op de positie van de notering, dan heeft de club vroegtijdig de competitie verlaten. Dit kan onder andere komen door terugtrekking van het team, faillissement van de club of door een uitgedeelde straf van de KNVB. In veel gevallen staat elders in het artikel de reden vermeld.
Staat er een ? dan is het resultaat uit het verleden onbekend, en is alleen de competitie of het niveau bekend van dat seizoen.
In de seizoenen 2019/20 en 2020/21 werd wegens de coronacrisis het amateurvoetbal afgebroken. Daardoor kennen deze staven geen eindklassering (middels -- weergegeven).
- Competitieniveau en afdelingsletter of Officiële eindstand Eredivisie
  - Competitieniveau en afdelingsletter

Hierbij geeft het getal het niveau weer, dat ook terug te vinden is in de legenda. De letter is de afdelingsaanduiding en wordt gebruikt wanneer er meer afdelingen zijn op hetzelfde niveau. De afdelingsletter is altijd een hoofdletter en wordt meestal zonder nummer gebruikt.
Voorbeeld: 2F is niveau 2e klasse competitie F.
Het competitieniveau en nummer wordt niet vermeld wanneer er slechts één competitie van dit niveau was.
  - Officiële eindstand Eredivisie (getal staat tussen haakjes vermeld)

Sinds de introductie van play-offwedstrijden voor Europees voetbal na afloop van de reguliere competitie in 2005/06, is de KNVB verplicht een eindstand van de Eredivisie door te geven aan de UEFA aan de hand van deze play-offwedstrijden.
Bij deze eindstand staan clubs die zich hebben gekwalificeerd voor Europees voetbal hoger dan clubs die zich niet wisten te kwalificeren. Indien er geen verschil was tussen de eindnotering en de officiële eindstand, staat dit getal niet vermeld.

- Onderafdeling

Hier staat afgekort de naam van de onderafdeling indien de club in dat jaar in een onderafdeling uitkwam. Tevens staat deze afkorting in de legenda en wordt gelinkt naar het artikel over deze onderafdeling. Deze afkorting wordt alleen vermeld wanneer de club in het verleden in verschillende onderafdelingen heeft gespeeld. Deze vermelding is in de staaf altijd in kleine letters. Deze onderafdelingen zijn na het seizoen 1995/96 afgeschaft. Heeft de club in slechts één onderafdeling gespeeld, dan is dit alleen terug te vinden in de legenda.
Onder de staaf staat het jaartal vermeld waarin het seizoen is afgesloten. 15 verwijst naar het seizoen 2014/15 of eventueel het seizoen 1914/15.
Wanneer een staaf leeg is, zijn deze gegevens niet bekend. Het kan ook zijn dat de club dat seizoen niet heeft meegespeeld op het hogere amateurniveau, vroegtijdig de competitie heeft verlaten of uit de competitie is gezet.

In het seizoen 1944/45 was er wegens de Tweede Wereldoorlog geen regulier competitievoetbal.

## Betaald voetbal
In 1954 trad de club toe tot het betaald voetbal. In 1958 fuseerde DWS met BVC Amsterdam tot DWS/A en nam de eredivisieplaats van die club over. In 1962 werd de naam weer DWS. Het grote succes volgde in 1964 toen DWS landskampioen werd als promovendus uit de eerste divisie, een nog steeds unieke prestatie. DWS is de laatste club geweest die landskampioen is geworden, die geen rood in zijn clubkleuren heeft. In het seizoen daarop wist DWS zelfs de kwartfinale van de Europacup I te bereiken. In 1972 volgde weer een fusie (op profniveau); ditmaal met Blauw-Wit tot FC Amsterdam. In 1974 sloot profclub De Volewijckers zich bij FC Amsterdam aan. De amateurtak, met een succesvolle jeugdafdeling, ging onafhankelijk verder als DWS.
De profclub DWS speelde de thuiswedstrijden in het Olympisch Stadion.

### Seizoensoverzichten
| Resultaten van DWS sinds de toetreding in het betaald voetbal in 1954 | Resultaten van DWS sinds de toetreding in het betaald voetbal in 1954 | Resultaten van DWS sinds de toetreding in het betaald voetbal in 1954 | Resultaten van DWS sinds de toetreding in het betaald voetbal in 1954 | Resultaten van DWS sinds de toetreding in het betaald voetbal in 1954 | Resultaten van DWS sinds de toetreding in het betaald voetbal in 1954 | Resultaten van DWS sinds de toetreding in het betaald voetbal in 1954 | Resultaten van DWS sinds de toetreding in het betaald voetbal in 1954 | Resultaten van DWS sinds de toetreding in het betaald voetbal in 1954 | Resultaten van DWS sinds de toetreding in het betaald voetbal in 1954 | Resultaten van DWS sinds de toetreding in het betaald voetbal in 1954 | Resultaten van DWS sinds de toetreding in het betaald voetbal in 1954 | Resultaten van DWS sinds de toetreding in het betaald voetbal in 1954                                                                             |
| Seizoen                                                               | Competitie                                                            | Competitie                                                            | Competitie                                                            | Competitie                                                            | Competitie                                                            | Competitie                                                            | Competitie                                                            | Competitie                                                            | Competitie                                                            | Kwalificatie                                                          | KNVB beker                                                            | Bijzonderheid |
| Seizoen                                                               | Divisie                                                               | GW                                                                    | W                                                                     | G                                                                     | V                                                                     | PNT                                                                   | DV                                                                    | DT                                                                    | POS                                                                   | Kwalificatie                                                          | KNVB beker                                                            | Bijzonderheid |
| --------------------------------------------------------------------- | --------------------------------------------------------------------- | --------------------------------------------------------------------- | --------------------------------------------------------------------- | --------------------------------------------------------------------- | --------------------------------------------------------------------- | --------------------------------------------------------------------- | --------------------------------------------------------------------- | --------------------------------------------------------------------- | --------------------------------------------------------------------- | --------------------------------------------------------------------- | --------------------------------------------------------------------- | --- |
| 1954/55                                                               | Eerste klasse A                                                       | 9                                                                     | 5                                                                     | 2                                                                     | 2                                                                     | 12                                                                    | 22                                                                    | 9                                                                     | 2e                                                                    | –                                                                     | Geen bekertoernooi                                                    | DWS treedt toe tot het betaald voetbal De competitie werd na de fusie van de KNVB en de NBVB niet afgemaakt. Alle teams werden opnieuw ingedeeld. |
| 1954/55                                                               | Eerste klasse B                                                       | 26                                                                    | 9                                                                     | 6                                                                     | 11                                                                    | 24                                                                    | 35                                                                    | 38                                                                    | 10e                                                                   | Eerste klasse                                                         | Geen bekertoernooi                                                    | DWS treedt toe tot het betaald voetbal De competitie werd na de fusie van de KNVB en de NBVB niet afgemaakt. Alle teams werden opnieuw ingedeeld. |
| 1955/56                                                               | Eerste klasse A                                                       | 26                                                                    | 15                                                                    | 3                                                                     | 8                                                                     | 33                                                                    | 57                                                                    | 29                                                                    | 2e                                                                    | Eerste divisie                                                        | Geen bekertoernooi                                                    | |
| 1956/57                                                               | Eerste divisie A                                                      | 30                                                                    | 6                                                                     | 9                                                                     | 15                                                                    | 21                                                                    | 37                                                                    | 63                                                                    | 15e                                                                   | –                                                                     | 1e ronde                                                              | – |
| 1957/58                                                               | Eerste divisie A                                                      | 30                                                                    | 11                                                                    | 4                                                                     | 15                                                                    | 26                                                                    | 54                                                                    | 58                                                                    | 11e                                                                   | –                                                                     | 2e ronde                                                              | DWS fuseert met BVC Amsterdam en gaat verder onder de naam DWS/A DWS/A nam de plaats in de Eredivisie van BVC Amsterdam over                      |
| 1958/59                                                               | Eredivisie                                                            | 34                                                                    | 8                                                                     | 10                                                                    | 16                                                                    | 26                                                                    | 54                                                                    | 80                                                                    | 15e                                                                   | –                                                                     | 2e ronde                                                              | – |
| 1959/60                                                               | Eredivisie                                                            | 34                                                                    | 13                                                                    | 6                                                                     | 15                                                                    | 32                                                                    | 51                                                                    | 59                                                                    | 10e                                                                   | –                                                                     | Geen bekertoernooi                                                    | – |
| 1960/61                                                               | Eredivisie                                                            | 34                                                                    | 11                                                                    | 13                                                                    | 10                                                                    | 35                                                                    | 59                                                                    | 49                                                                    | 8e                                                                    | –                                                                     | Groepsfase                                                            | – |
| 1961/62                                                               | Eredivisie                                                            | 34                                                                    | 7                                                                     | 14                                                                    | 13                                                                    | 28                                                                    | 38                                                                    | 63                                                                    | 16e                                                                   | Rechtstreekse degradatie                                              | 4e ronde                                                              | – |
| 1962/63                                                               | Eerste divisie                                                        | 30                                                                    | 22                                                                    | 2                                                                     | 6                                                                     | 46                                                                    | 61                                                                    | 21                                                                    | 1e                                                                    | Rechtstreekse promotie                                                | 2e ronde                                                              | DWS/A veranderd haar naam terug naar DWS |
| 1963/64                                                               | Eredivisie                                                            | 30                                                                    | 19                                                                    | 5                                                                     | 6                                                                     | 43                                                                    | 58                                                                    | 28                                                                    | Landskampioen                                                         | Europacup I en International Football Cup                             | Kwartfinale                                                           | – |
| 1964/65                                                               | Eredivisie                                                            | 30                                                                    | 15                                                                    | 10                                                                    | 5                                                                     | 40                                                                    | 55                                                                    | 28                                                                    | 2e                                                                    | –                                                                     | 2e ronde                                                              | – |
| 1965/66                                                               | Eredivisie                                                            | 30                                                                    | 15                                                                    | 6                                                                     | 9                                                                     | 36                                                                    | 48                                                                    | 30                                                                    | 4e                                                                    | Jaarbeursstedenbeker en International Football Cup                    | 2e ronde                                                              | – |
| 1966/67                                                               | Eredivisie                                                            | 34                                                                    | 13                                                                    | 8                                                                     | 13                                                                    | 34                                                                    | 56                                                                    | 51                                                                    | 8e                                                                    | Jaarbeursstedenbeker                                                  | 2e ronde                                                              | – |
| 1967/68                                                               | Eredivisie                                                            | 34                                                                    | 12                                                                    | 8                                                                     | 14                                                                    | 32                                                                    | 47                                                                    | 57                                                                    | 9e                                                                    | Jaarbeursstedenbeker                                                  | Groepsfase                                                            | – |
| 1968/69                                                               | Eredivisie                                                            | 34                                                                    | 13                                                                    | 8                                                                     | 13                                                                    | 34                                                                    | 42                                                                    | 41                                                                    | 9e                                                                    | –                                                                     | Halve finale                                                          | – |
| 1969/70                                                               | Eredivisie                                                            | 34                                                                    | 9                                                                     | 6                                                                     | 19                                                                    | 24                                                                    | 26                                                                    | 50                                                                    | 15e                                                                   | –                                                                     | Kwartfinale                                                           | – |
| 1970/71                                                               | Eredivisie                                                            | 34                                                                    | 5                                                                     | 17                                                                    | 12                                                                    | 27                                                                    | 26                                                                    | 54                                                                    | 12e                                                                   | –                                                                     | 3e ronde                                                              | – |
| 1971/72                                                               | Eredivisie                                                            | 34                                                                    | 7                                                                     | 6                                                                     | 21                                                                    | 20                                                                    | 28                                                                    | 54                                                                    | 14e                                                                   | –                                                                     | 2e ronde                                                              | DWS fuseert met Blauw-Wit en gaat verder onder de naam FC Amsterdam                                                                               |

### In Europa
1/8 = achtste finale, T/U = Thuis/Uit, W = Wedstrijd, PUC = punten UEFA coëfficiënten .
Uitslagen vanuit gezichtspunt DWS
| Seizoen | Competitie                 | Ronde        | Land                 | Club                   | Totaalscore       | 1e W    | 2e W       | PUC  |
| ------- | -------------------------- | ------------ | -------------------- | ---------------------- | ----------------- | ------- | ---------- | ---- |
| 1964/65 | International Football Cup | Groep A2     | Vlag van Zwitserland | FC La Chaux-de-Fonds   | 2-2               | 1-2 (T) | 1-0 (U)    | 0.0  |
|         |                            |              | Vlag van Duitsland   | Eintracht Braunschweig | 4-2               | 4-0 (T) | 0-2 (U)    | 0.0  |
|         |                            |              | Vlag van België      | FC Beringen            | 8-2               | 5-0 (T) | 3-2 (U)    | 0.0  |
|         |                            | Eerste ronde |                      |                        | niet gespeeld (2) |         |            | 0.0  |
|         |                            | Kwartfinale  | Vlag van België      | RFC de Liége           | niet gespeeld (3) |         |            | 0.0  |
| 1964/65 | Europacup I                | Kwalificatie | Vlag van Turkije     | Fenerbahçe SK          | 4-1               | 3-1 (T) | 1-0 (U)    | 10.0 |
|         |                            | Eerste ronde | Vlag van Noorwegen   | SFK Lyn Oslo           | 8-1               | 5-0 (T) | 3-1 (U)    | 10.0 |
|         |                            | Kwartfinale  | Vlag van Hongarije   | Vasas ETO Győr         | 1-2               | 1-1 (T) | 0-1 (U)    | 10.0 |
| 1966/67 | International Football Cup | Groep A2     | Vlag van Italië      | Atalanta Bergamo       | 2-0               | 1-0 (T) | 1-0 (U)    | 0.0  |
|         |                            |              | Vlag van Zwitserland | FC Grenchen            | 9-5               | 4-2 (T) | 5-3 (U)    | 0.0  |
|         |                            |              | Vlag van Frankrijk   | RC Strasbourg          | 6-2               | 4-1 (T) | 2-1 (U)    | 0.0  |
|         |                            | Kwartfinale  | Vlag van Polen       | Zagłębie Sosnowiec     | 2-5               | 2-2 (T) | 0-3 (U)    | 0.0  |
| 1966/67 | Jaarbeursstedenbeker       | Tweede ronde | Vlag van Engeland    | Leeds United AFC       | 2-8               | 1-3 (T) | 1-5 (U)    | 0.0  |
| 1967/68 | Jaarbeursstedenbeker       | Eerste ronde | Vlag van Schotland   | Dundee FC              | 2-4               | 2-1 (T) | 0-3 (U)    | 2.0  |
| 1968/69 | Jaarbeursstedenbeker       | Eerste ronde | Vlag van België      | Beerschot VAC          | 3-2               | 1-1 (U) | 2-1 (T)    | 5.0  |
|         |                            | Tweede ronde | Vlag van Engeland    | Chelsea FC             | 0-0 (k)           | 0-0 (U) | 0-0 nv (T) | 5.0  |
|         |                            | 1/8 finale   | Vlag van Schotland   | Rangers FC             | 1-4               | 0-2 (T) | 1-2 (U)    | 5.0  |

(1) PUC = punten UEFA coëfficiënten. Totaal aantal punten voor UEFA Coëfficiënten: 17.0
(2) DWS slaat deze ronde over omdat de club nog actief was in de Europacup I
(3) DWS uit het toernooi gehaald omdat de club nog actief was in de Europacup I

### Topscorers
- 1954/55:  Herman Koot (7)
- 0000000  Henk Loermans (7)
0000000  Hein Pitters (7)
- 1955/56:  Rein van Lier (12)
- 1956/57:  Ger Braam (5)
0000000  Herman Koot (5)
0000000  Theo van Doorneveld (5)
- 1957/58:  Arie de Oude (26)
- 1958/59:  Arie de Oude (13)
- 1959/60:  Arie de Oude (16)
- 1960/61:  Arie de Oude (25)
- 1961/62:  Arie de Oude (14)
- 1962/63:  Arie de Oude (20)
- 1963/64:  Frans Geurtsen (28)
- 1964/65:  Frans Geurtsen (23)
- 1965/66:  Frans Geurtsen (15)
- 1966/67:  Piet Kruiver (15)
- 1967/68:  Frans Geurtsen (12)
- 1968/69:  Rob Rensenbrink (15)
- 1969/70:  Finn Seemann (10)
- 1970/71:  Gerrie Deijkers (7)
- 1971/72:  Piet Vrauwdeunt (6)

### Bekende (oud-)spelers
- Piet van den Berg
- Rob Bianchi
- Stanley Bish
- Rob Boersma
- Karel Bonsink
- Hans Boskamp
- Bob Bouber
- Joop Burgers
- Bertus Caldenhove
- Gerrie Deijkers
- Chris Dekker
- Jos Dijkstra
- Frits Flinkevleugel
- Frans Geurtsen
- Rinus Israël
- Nico Jansen
- Jan Jongbloed
- Han Grijzenhout
- Theo Husers
- Martin Kamminga
- Joop de Kubber
- Piet Kruiver
- Klaas Nuninga
- Arie de Oude
- Niels Overweg
- Gerrit Peijs
- André Pijlman
- Rob Rensenbrink
- Finn Seemann
- Dick Schenkel
- Daan Schrijvers
- Piet Schrijvers
- Frits Soetekouw
- Piet Spel
- Mosje Temming
- Kick van der Vall
- Jos Vonhof
- Henk Wery
- Sjaak Westphaal
- Bram Wiertz
- Joop Wildbret

### Trainers
- 0000–000?:  Jack Bollington
- 1929–1938:  Charles Jackson
- 1938–1940:  Sam Wadsworth
- 1947–1948:  Dolf van Kol
- 1948–1953:  Toon Bruins Slot
- 1953–1955:  Ger Stroker
- 1955–1958:  Toon Bruins Slot
- 1958–1959:  Hans Croon
- 1959–1961:  Joseph Gruber
- 1961–1962:  Toon van den Enden
- 0000–1962:  Joop de Kubber (a.i.)
- 1962–1966:  Leslie Talbot
- 1966–1967:  Jaap van der Leck
- 0000–1967:  Keith Spurgeon (a.i.)
- 1967–1968:  Lászlo Zalai
- 1968–1969:  Leslie Talbot
- 1969–1971:  Joop Brand
- 1971–1972:  Pim van de Meent

## Bekende (oud-)spelers
- Ben Aarts
- Tonny Adam
- Ayoub Ait Afkir
- Achmed Ahahaoui
- Soufyan Ahannach
- Salah Aharar
- Oussama Assaidi
- Shane Arana Barrantes
- Ton Blanker
- Karel Blits
- Roy Beukenkamp
- Mohamed Betti
- Diego Biseswar
- Jeffrey Bok
- Bertus Caldenhove
- Geoffrey Castillion
- Dyron Daal
- Michael Dingsdag
- Guus Dräger
- Dion Esajas
- Malcolm Esajas
- Leroy George
- Ruud Gullit
- Melvin Grootfaam
- Donny Huijsen
- Rinus Israël
- Gyrano Kerk
- Milano Koenders
- Aschraf El Mahdioui
- Dion Malone
- Hurşut Meriç
- Ali Messaoud
- Edward Metgod
- John Metgod
- Klaas Nuninga
- Touvarno Pinas
- Ko Pot
- Rob Rensenbrink
- Frank Rijkaard
- Pablo Rosario
- Danny Schenkel
- Richard Sneekes
- Evander Sno
- Redouan Taha
- Younes Taha
- Tarik Tissoudali
- Nick van der Velden
- Frits Flinkevleugel
- Jan Jongbloed
- Piet Schrijvers

Voormalig: AFC "Sport" · Ambon · FC Amsterdam · V.V. Amsterdam · ASSV · VV De Beursbengels · FC Blauw-Wit Amsterdam · Blauw-Wit Osdorp · B.P.C. · CDW · FC Chabab · D.E.C. · VV DIB · D.N.C. · DWV · SC De Eland · Energia · SC Fenerbahçe · ASV De Germaan · KBV · N.E.C. '75 · AFC Neerlandia · Neerlandia/SLTO · New Amsterdam · FC Nieuwendam · SC Nieuwendam · ODOS · Oriënt · P en T · RAP · SCZ '58 · Sparta Amsterdam · Sporting Amsterdam · Sporting Noord · SV Osdorp · Osdorp/Sport · SLTO · Avv SPORT · Türkiyemspor · De Volewijckers · Volharding · SC Voorland · ZRC Herenmarkt